# قائمة جزر اليابان

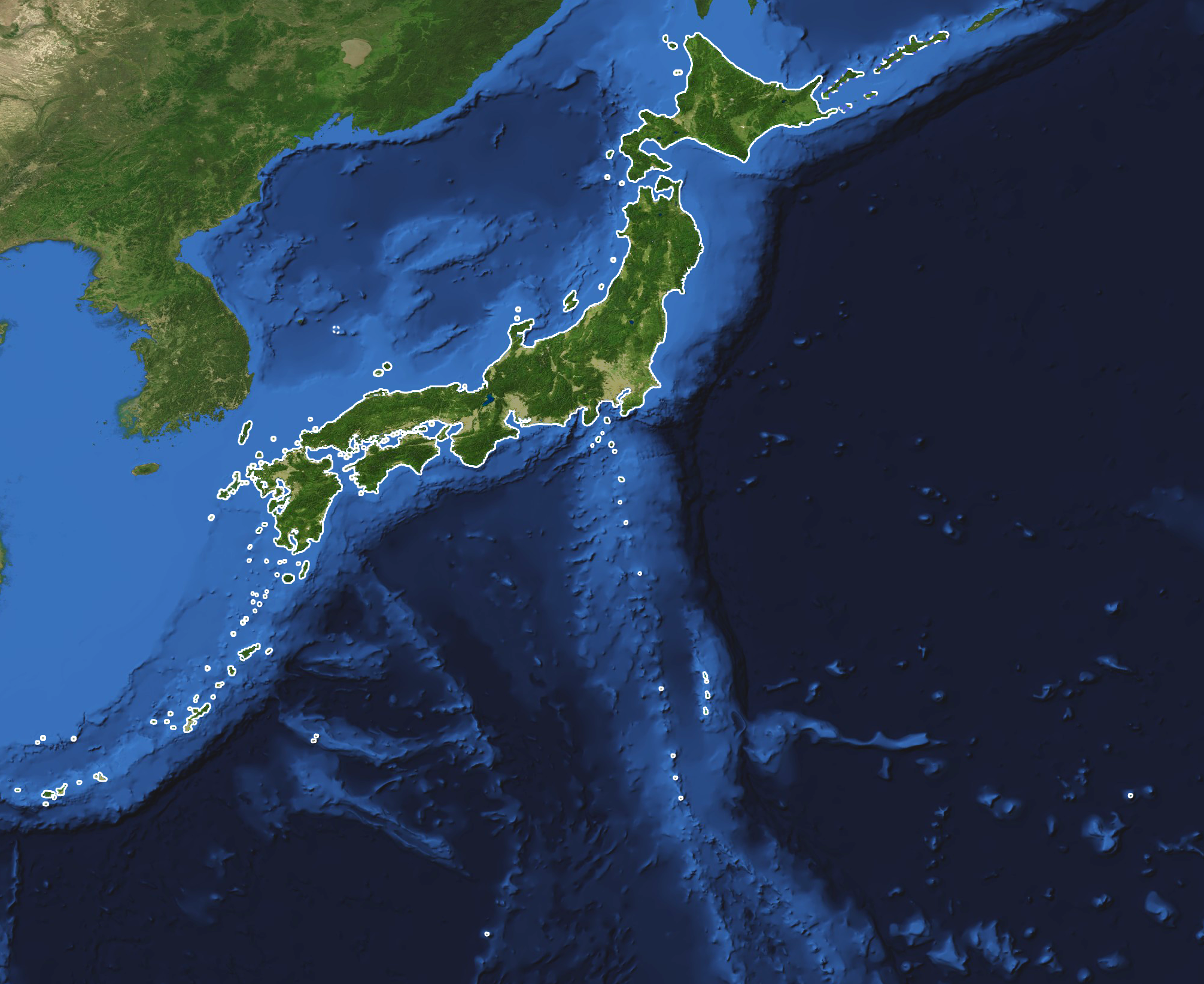
الأرخبيل الياباني

اليابان بلد أرخبيلي يضم 14,125 جزيرة حوالي 260 جزيرة منها مأهولة بالسكان، وتعتبر ثالث أكبر دولة أرخبيلية في العالم بعد إندونيسيا ومدغشقر، وثاني أكبر دولة أرخبيلية من حيث عدد السكان في العالم بعد إندونيسيا.
في السابق كان عدد الجزر المعتمد رسميًا من قبل الدولة 6,852 والمحصى عن طريق خفر السواحل الياباني عام 1987، في ذلك الوقت تم إحصاء الجزر التي لديها خط ساحلي يزيد عن 100 متر والتي تظهر في الخرائط الورقية، لكن في فبراير 2023، أعلنت هيئة المعلومات الجغرافية المكانية اليابانية [الإنجليزية] أن عدد الجُزر المسجلة رسميًا ارتفع إلى 14,125 جزيرة، وذلك بعد إعادة إحصاء باستخدام الخرائط الرقمية. ونظرًا لعدم وجود معيار دولي لعدّ الجزر، فقد تم احتساب الجزر التي يبلغ طول سواحلها 100 متر أو أكثر فقط، كما جرت العادة سابقًا. ووفقًا للهيئة، فإن تطور تقنيات المسح والتمثيل التفصيلي للمعالم الطبوغرافية من خلال الخرائط الرقمية قد ساهما في هذا الإعلان.

## جزر الأرخبيل الياباني

### الأراضي الرئيسية
في اليابان 4 جزر أساسية تشكل 98% من مساحة البلاد الكلية، وهي:
- هونشو - أكبر الجزر من حيث المساحة وعدد السكان، تقع عليها العاصمة طوكيو وتتصل مع الجزر الثلاث الأخرى بجسور وأنفاق.
- هوكايدو - ثاني أكبر جزيرة من حيث المساحة والثالثة من حيث تعداد السكان، تقع أقصى شمال البلاد.
- كيوشو - ثالث أكبر جزيرة من حيث المساحة والثانية من حيث السكان، وفيها أقرب جزء من البر الآسيوي الرئيسي.
- شيكوكو - أصغر الجزر الأربعة وأقلها من حيث السكان، تقع بين هونشو وكيوشو.

### جزر تتبع الى هوكايدو
- أوشيما (هوكايدو) [الإنجليزية]
- أوكوشيري [الإنجليزية]
- جزيرة تيؤوري
- جزيرة ريبون
- جزيرة ريشيري[7]
- جزيرة ياغيشيري [الإنجليزية]
- جزيرة كامومي

### جزر هونشو في بحر اليابان
- جزيرة أواشيما [الإنجليزية]
- كانموري-جيما [الإنجليزية]
- كوتسوجيما [الإنجليزية]
- ميتسوكي-جيما [الإنجليزية]
- مجموعة جزر ناناتسوجيما [الإنجليزية]
- نوتوجيما [الإنجليزية]
- جزر أوكي [الإنجليزية][8]
  - دوغوجيما [الإنجليزية]
  - ناكانوشيما (شمياني) [الإنجليزية]
  - نيشينوشيما
  - تشيبوري-جيما [الإنجليزية]
- أووميجيما [اليابانية]
- سادو [الإنجليزية][9]
- تاكاشيما [الإنجليزية]
- توبيشيما [الإنجليزية]
  - أوشاكوجيما [اليابانية]
- تسونوشيما [الإنجليزية]
- أوماشيما [الإنجليزية]

### الجزر في خليج طوكيو
- يومينوجيما [الإنجليزية] (تعني: جزيرة الأحلام)

- أودايبا (جزيرة اصطناعية)

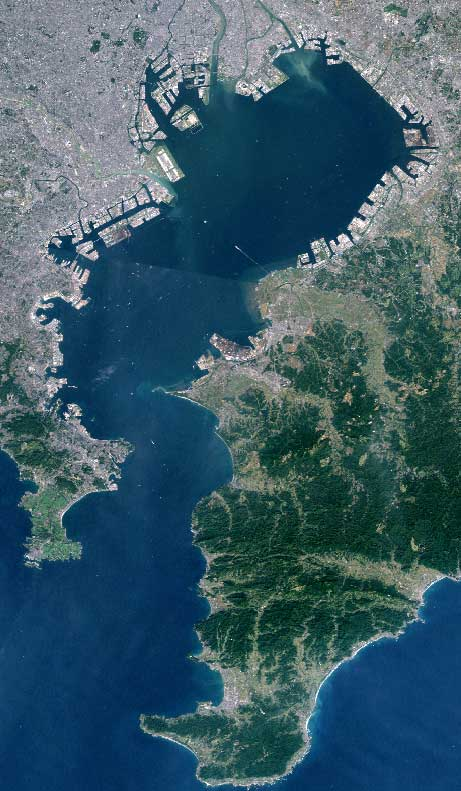
صورة قمر اصطناعي لخليج طوكيو.

- ساروشيما [الإنجليزية] (الجزيرة الطبيعية الوحيدة في خليج طوكيو)
- جزيرة جونان [اليابانية]
- جزيرة هِيوا [اليابانية]
- جزيرة شووا [اليابانية]
- جزيرة كيهين [اليابانية]
- مطار طوكيو هانيدا الدولي (جزيرة اصطناعية)
- كاتسوشيما [اليابانية]
- هاكيجيما [اليابانية]
- هيغاشي أوجيجيما [اليابانية]
- واكاسو
- أوجيشيما [اليابانية]
- أوكيشيما [اليابانية]

### الجزر في خليج أوساكا
- مايشيما [الإنجليزية]
- يوميشيما [الإنجليزية]

- ساكيشيما [اليابانية]

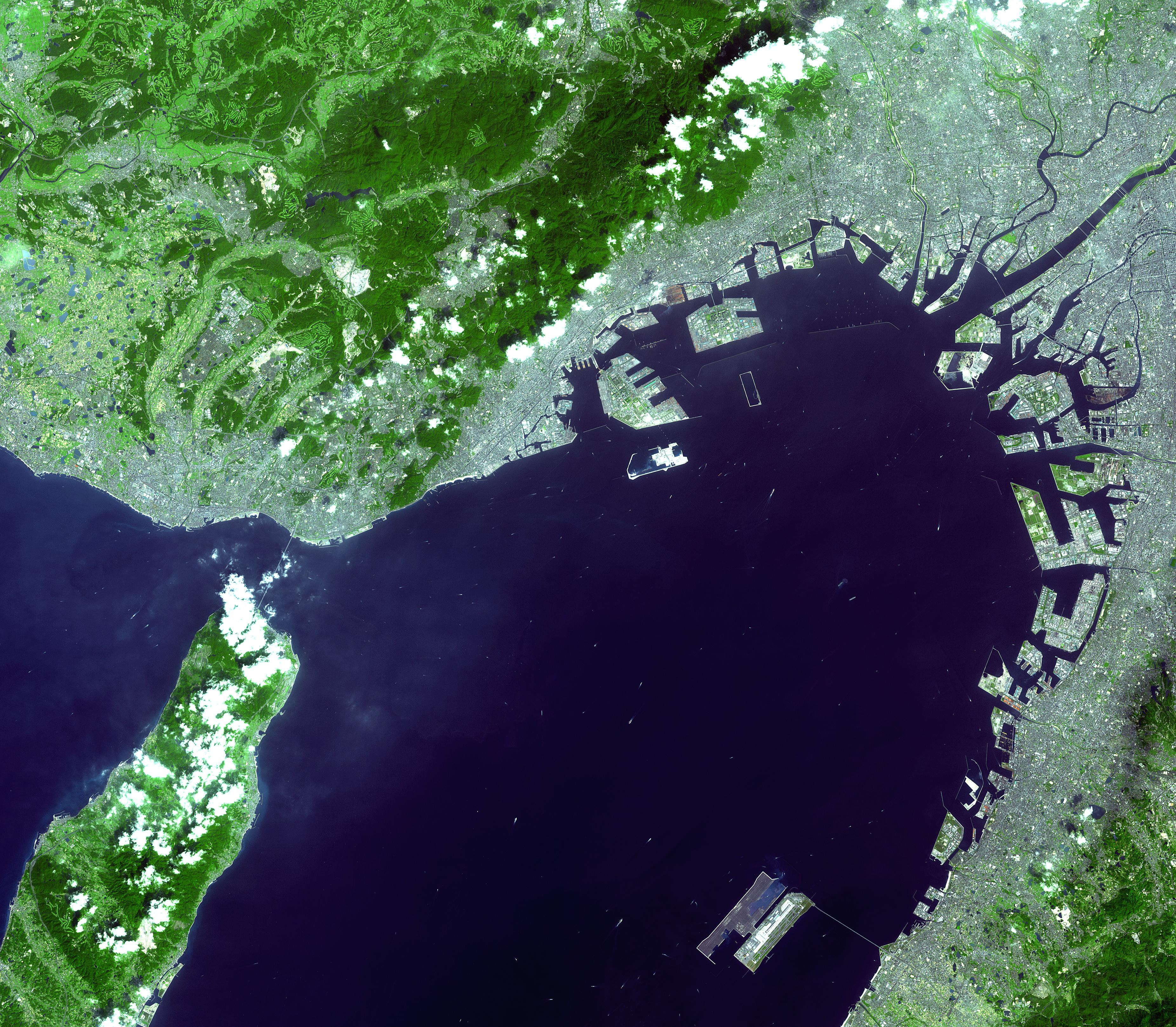
خليج أوساكا

- مطار كانساي الدولي (جزيرة اصطناعية)

- مطار كوبي [الإنجليزية]
- جزيرة بورت [الإنجليزية]
- جزيرة روكّو [الإنجليزية]
- مينامي أشيياهاما [اليابانية]
- واكاياما مارينا [الإنجليزية]
- نيشينومياهاما [اليابانية]

### الجزر في خليج إيسه
- مطار تشوبو سنتراير الدولي (جزيرة اصطناعية)
- كاميشيما [الإنجليزية]
- كاشيكوجيما [الإنجليزية]
- كوزوكومي-جيما [الإنجليزية]
- ميكيموتو شينجو جيما [الإنجليزية]

### الجزر في خليج موتسو
- أوشيما [الإنجليزية]
- تايجيما [الإنجليزية]

### جزر نانبو

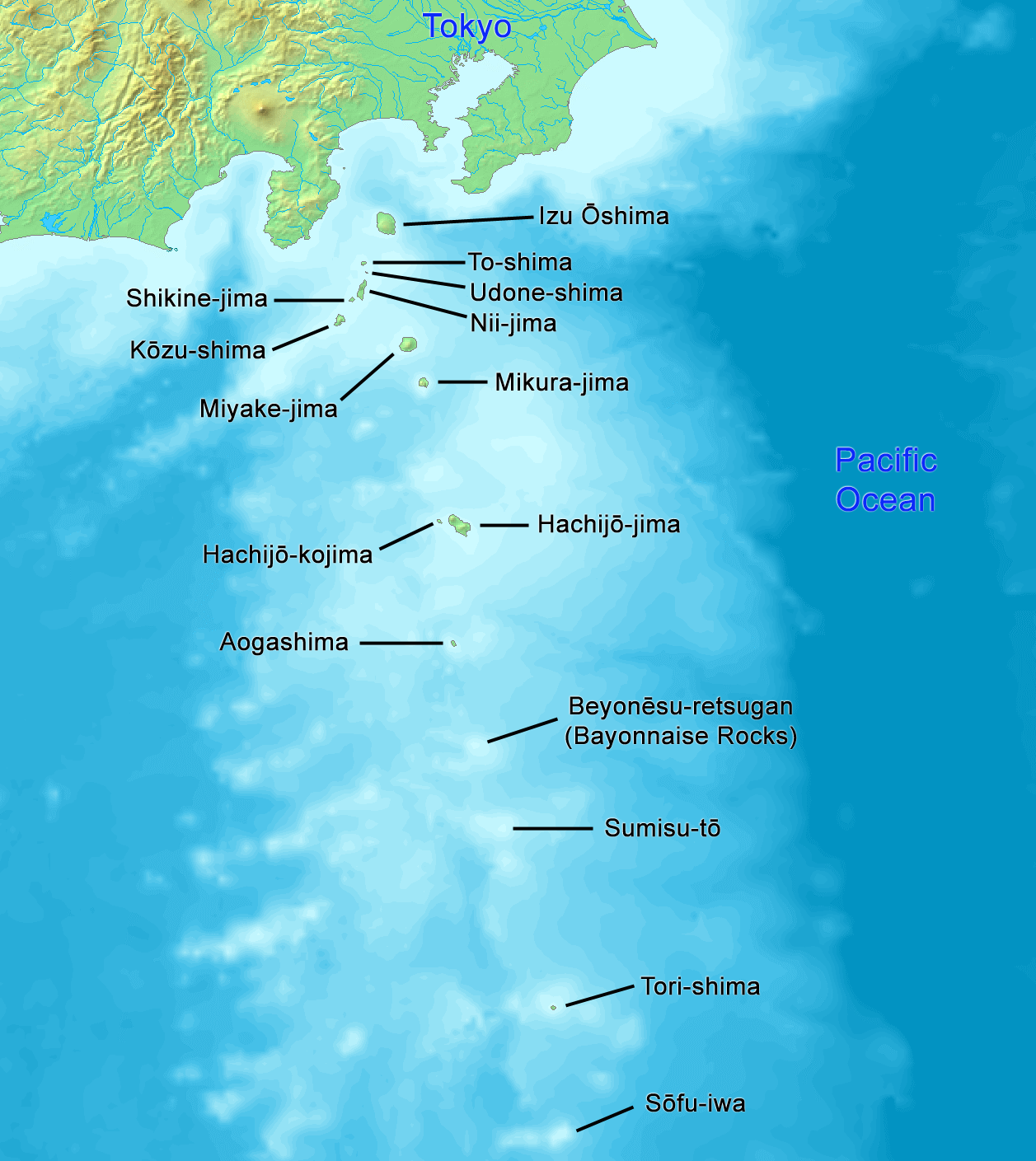
جزر إيزو

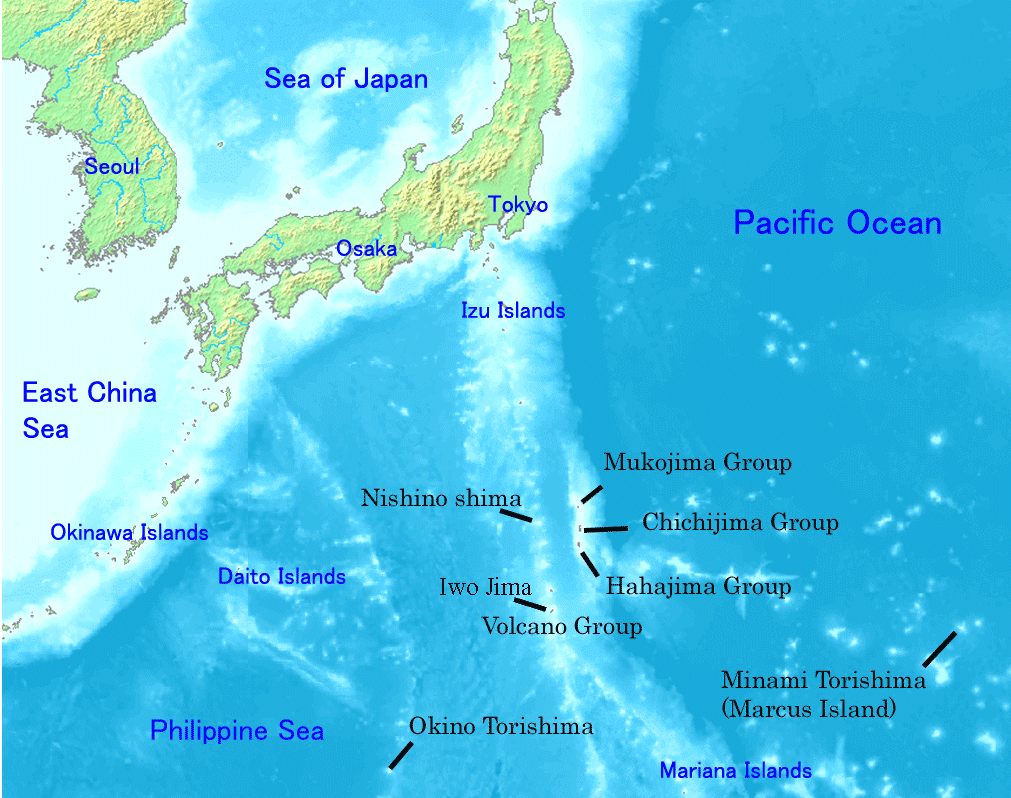
جزر أوغاساوارا

- جزر إيزو[10]
  - أوغاشيما[11]
  - هاتشيجو[12]
  - إيزو أوشيما[13]
  - كوزوشيما[10]
  - مياكي-جيما
  - ميكورا-جيما
  - ني-جيما
  - شيكيني-جيما [الإنجليزية]
  - توشيما
  - توريشيما [الإنجليزية][14]
  - أودونيشيما [الإنجليزية]
- جزر أوغاساوارا (جزر بونين)[15]
  - تشيتشي-جيما
  - هاها-جيما
  - موكوجيما [الإنجليزية]
    - موكوجيما
    - كيتانوجيما
    - ناكودوجيما [الإنجليزية]

  - مجموعة كازان ريتو (جزر البركان)
    - نيشي نو شيما
    - كيتا-إيو-جيما [الإنجليزية] (إيو جيما الشمالية)
    - إيو جيما
    - مينامي-إيو-جيما [الإنجليزية] (إيو جيما الجنوبية)

### جزر يابانية أخرى
- مينامي توريشيما (جزر ماركوس)
- إينوشيما
- أوكينو توريشيما

### الجزر حول كيوشو
اغلب الجزر التالية تقع في بحر الصين الشرقي:
- جزر أماكوسا [الإنجليزية]
  - جزيرة شيموشيما [الإنجليزية]
  - جزيرة كاميشيما [الإنجليزية]
- جزيرة ناغاشيما [الإنجليزية]
- جزيرة أوشيما [الإنجليزية]
- جزر غوتو [الإنجليزية][9]
- جزر دانجو [الإنجليزية]
- هيزين تورشيما [اليابانية]
- هاشيما[16][17]
- جزيرة هيرادو [الإنجليزية][8]
- إيكينوشيما [الإنجليزية] (عنقود جزر صغيرة)
- جزر كوشيكي-شيما [الإنجليزية]
  - شيموكوشيكي-شيما [الإنجليزية]
  - كاميكوشيكي-شيما [الإنجليزية]
- تسوشيما[9]
- أوكوجيما [الإنجليزية]

### الجزر حول شيكوكو
- كوروشيما [الإنجليزية]
- نيي-أوشيما [الإنجليزية]

### جزر ريوكيو

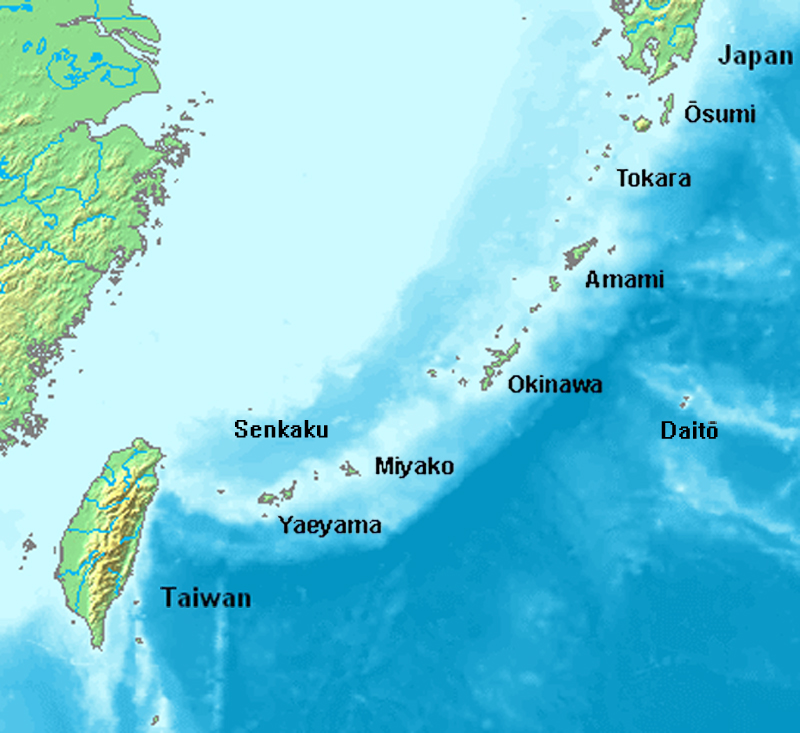
جزر ريوكيو

#### مجموعة جزر ساتسونان
النصف الشمالي منها يتبع إداريًا الى محافظة كاغوشيما وكيوشو

##### جزر أوسومي
المجموعة الشمال-شرقية:
- تانيغاشيما [الإنجليزية]
- ياكوشيما
- كوتشي نو إيرابو-جيما [الإنجليزية]
- ماغيشيما [الإنجليزية]

المجموعة الشمال-غربية:
- إيوجيما [الإنجليزية]
- شووا إيوجيما
- كوروشيما
- تاكيشيما

##### جزر توكارا
شيتشي-تو:
- كوتشينو-شيما [الإنجليزية]
- ناكانوشيما [الإنجليزية]
- غاجاجيما [الإنجليزية]
- سووانوسيجيما [الإنجليزية]
- أكوسيكي-جيما [الإنجليزية]
- تايرا-جيما [الإنجليزية]
- كوداكارا-جيما [الإنجليزية]
- تاكاراجيما [الإنجليزية]

##### جزر أمامي
- أمامي أوشيما
- كيكايجيما [الإنجليزية]
- كاكيروماجيما [الإنجليزية]
- يوروشيما [الإنجليزية]
- أوكيشيما
- توكونوشيما [الإنجليزية]
- أوكينو-إيرابو جيما [الإنجليزية]
- يورونجيما [الإنجليزية]

##### جزر ريوكيو (ريوكيو شوتو)

###### جزر أوكيناوا
المجموعة المركزية:
- جزيرة أوكيناوا
- كوميجيما [الإنجليزية]
- إيهييا-جيما [الإنجليزية]
- إيزيناجيما [الإنجليزية]
- أغونيجيما [الإنجليزية]
- إيجيما
- إؤوتوريشيما [الإنجليزية]
- جزر كيراما
  - توكاشيكي-جيما
  - زامامي-جيما
  - أكا-جيما
  - غيروما-جيما
- جزر دايتو [الإنجليزية]
  - كيتادايتو-جيما [الإنجليزية]
  - ميناميدايتو-جيما [الإنجليزية]
  - أوكيدايتوجيما

###### جزر ساكيشيما
وتعرف بالجزر البعيدة:
- جزر مياكو
  - مياكو-جيما
  - إكيما
  - أوغامي
  - إيرابو
  - شيموجي-شيما [الإنجليزية]
  - كوريما-جيما [الإنجليزية]
  - مينّا-جيما [الإنجليزية]
  - تاراما-سون [الإنجليزية]
- جزر يايياما [الإنجليزية]
  - إيريوموتي
  - إشيغاكي
  - تاكيتومي-جيما [الإنجليزية]
  - كوهاما-جيما [الإنجليزية]
  - كوروشيما [الإنجليزية]
  - جزيرتي أراغوسوكو [الإنجليزية]
  - هاتوما-جيما [الإنجليزية]
  - يوبوجيما
  - هاتيروما-جيما [الإنجليزية]
  - يوناغوني-جيما [الإنجليزية]
- جزر سينكاكو – تحت سيطرة اليابان، ومتنازع عليها مع الصين وتايوان.
  - أوتسوريجيما
  - كوبا جيما
  - تايشو جيما
  - كيتا كوجيما
  - مينامي كوجيما

### جزر بحر سيتو الداخلي

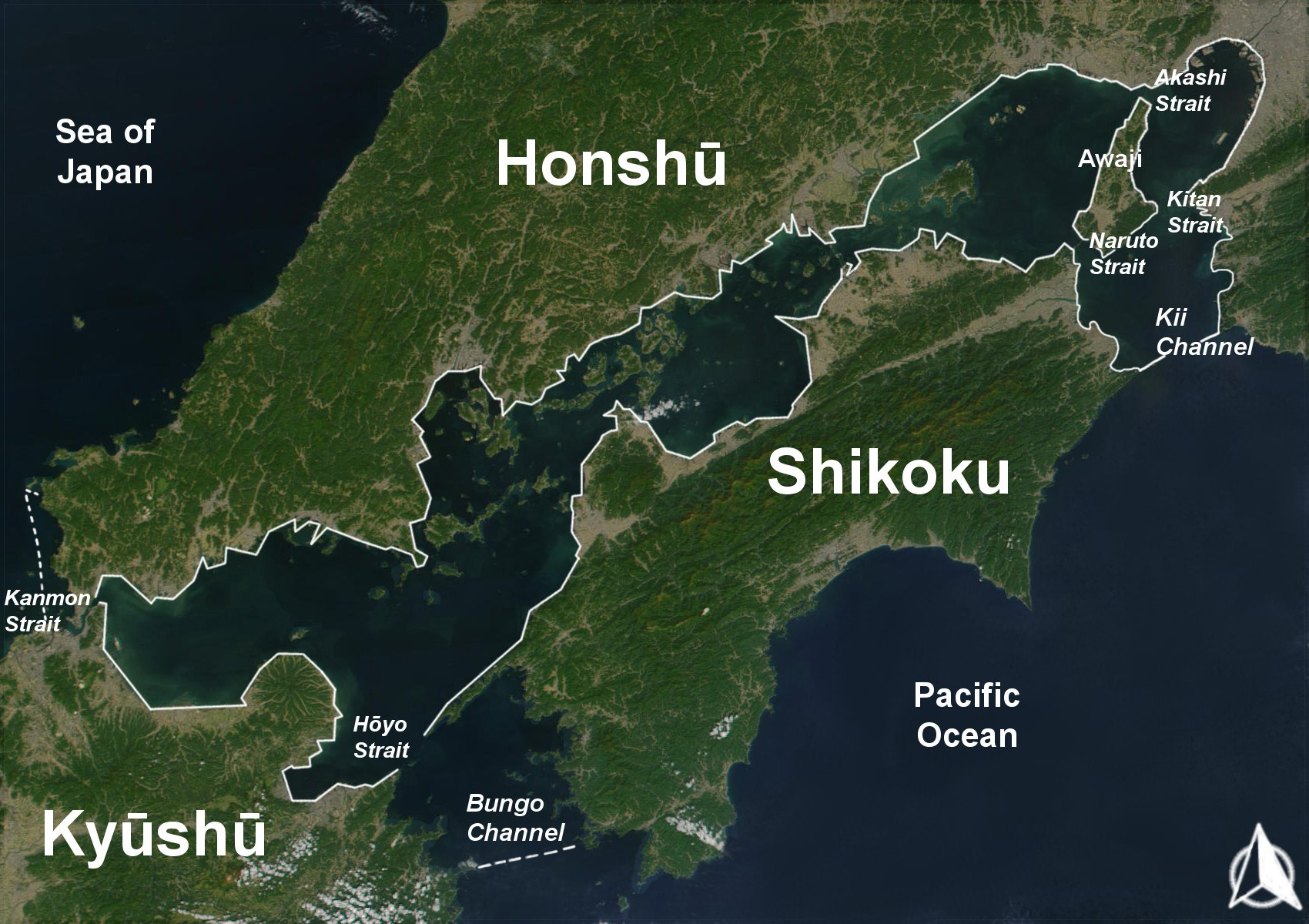
بحر سيتو الداخلي

- جزر كاساوكا [الإنجليزية]
  - تاكاشيما [اليابانية]
  - شيرايشي-جيما [الإنجليزية]
  - كيتاغي-شيما [اليابانية]
  - أووبي-شيما [اليابانية]
  - كوبي-شيما [اليابانية]
  - مانابيشيما [الإنجليزية]
  - موشيما [اليابانية] (أوكاياما)
- جزر شيواكو [الإنجليزية]
- جزيرة أواجي
- إيتاجيما [الإنجليزية]
- كوراهاشي-جيما [الإنجليزية]
- إينوجيما [الإنجليزية]
- إتسوكوشيما [الإنجليزية]
- شودوشيما
- جزر ناوشيما
- سوؤوشيما [الإنجليزية]
- هيميشيما [الإنجليزية]
- هيميشيما [الإنجليزية]
- هاشيرا-جيما [الإنجليزية]
- أوكامورا-جيما [الإنجليزية]
- أوشيما [الإنجليزية]
- موكايشيما [الإنجليزية]
- أوميشيما [الإنجليزية]
- أوكونوشيما (تُعرف غالباً باسم "جزيرة الأرانب")

### جزر في بحيرات
- دايكون-جيما [الإنجليزية]
- جزيرة بينتين-جيما في بحيرة تويا
- جزيرة بينتين-جيما فيبحيرة هامانا [الإنجليزية]

### جزر اصطناعية أخرى
- مطار تشوبو سنتراير الدولي
- ديجيما
- مطار كيتاكيوشو [الإنجليزية] الجديد
- ميدوري نو شيما [اليابانية]
- ماليمبيا أوكينوسو [اليابانية]
- واكايجيما [الإنجليزية]
- جزيرة ايلاند سيتي [الإنجليزية]

### جزر خارج السيطرة اليابانية

#### المناطق الشمالية

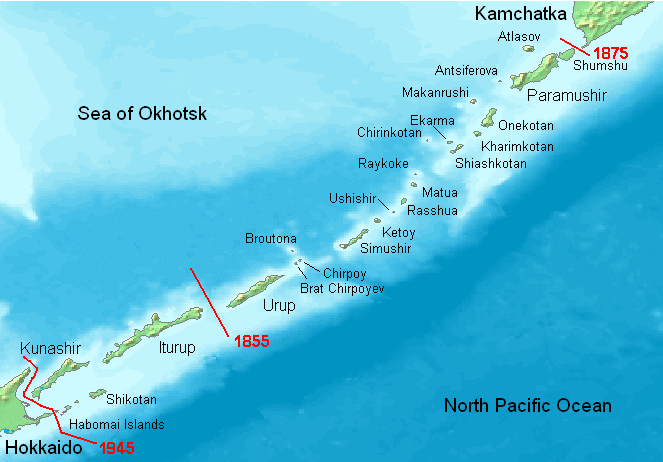
جزر الكوريل والمناطق الشمالية المتنازع عليها بين اليابان وروسيا.

توجد أربع من جزر الكوريل تصنفها اليابان ضمن ملكيتها بينما هي تحت السيطرة الروسية في الوقت الحالي، تسميها اليابان (جزر تشيشيما)، وهي:
- إيتوروب
- كوناشير [الإنجليزية]
- شيكوتان [الإنجليزية]
- جزر هابوماي [الإنجليزية]

#### أخرى
- صخور ليانكورت (التسمية اليابانية تاكيشيما)، حاليًا تحت السيطرة الكورية الجنوبية، وتدعي كوريا الشمالية ملكيتها أيضًا.[18]

### جزر حكمتها اليابان سابقًا
- انتداب البحار الجنوبية (1919–1947): مستعمرات تتبع الإمبراطورية اليابانية حتى هزيمتها سنة 1945، أُلغي رسميًا من قبل الأمم المتحدة في عام 1947، لاحقًا أصبحت جزر ماريانا الشمالية منطقة تابعة للولايات المتحدة.

- تايوان وبنغهو (1895–1952): كانتا جزءًا من مستعمرات الإمبراطورية اليابانية حتى هزيمتها عام 1945 أُعيدتا إلى جمهورية الصين، لكن ذلك لم يُعترف به من قبل الحلفاء، تم التنازل عن جميع مطالبات اليابان بها بموجب معاهدة سان فرانسيسكو الموقعة سنة 1951.

- كارافوتو (1905–1949): النصف الجنوبي من جزيرة سخالين، كانت تحت السيطرة اليابانية منذ الحرب الروسية اليابانية، فقدت اليابان سلطتها على كارافوتو بعد غزوها من قبل الاتحاد السوفيتي اثناء الحرب العالمية الثانية،. أُلغيت رسميًا ككيان قانوني من قبل اليابان في عام 1949، بالإضافة إلى ذلك سيطرت اليابان على النصف الشمالي من سخالين بين عامي 1920 و1925 خلال الحرب الأهلية الروسية وبعدها.

- جزيرة جيجو (1910–1945): حاليًا جزء من كوريا الجنوبية، استعمرت في السابق من قبل الإمبراطورية اليابانية حتى هزيمتها في عام 1945.

## قائمة الجزر من حيث المساحة
أكبر عشرة جزر في الأرخبيل الياباني من حيث المساحة.
| الترتيب | اسم الجزيرة                    | المساحة (كم²) |
| ------- | ------------------------------ | ------------- |
| 1       | هونشو                          | 225,800       |
| 2       | هوكايدو                        | 83,423        |
| 3       | كيوشو                          | 36,782        |
| 4       | شيكوكو                         | 18,297        |
| 5       | أوكيناوا                       | 1,206         |
| 6       | سادو                           | 854           |
| 7       | أمامي أوشيما                   | 712           |
| 8       | تسوشيما                        | 709           |
| 9       | أواجي                          | 592           |
| 10      | شيموشيما، أماكوسا [الإنجليزية] | 574           |

## طالع أيضًا
- الأرخبيل الياباني
- جغرافيا اليابان
- قائمة جزر اليابان حسب المساحة